# 木原海俊
木原 海俊（きはら かいしゅん）は、日本の実業家。東京都出身。
株式会社大都技研代表取締役社長、株式会社ゲシャリーコーヒー代表取締役、公益財団法人木原財団理事長。 

## 人物
公立の中学と高校を卒業。大学卒業後は、カルフォルニアに一年間語学留学する。帰国後、キヤノン販売（現在のキヤノンマーケティングジャパン）に入社。
2年間在籍した後、父親の木原一雄（大都販売株式会社）が買い取ったパチスロメーカー「エーアイ」に、1994年（平成6年）代表取締役に就任（当時27歳）。パチスロ開発・販売を行う。1997年（平成9年）に「（株）エーアイ」から「（株）大都技研」に社名変更

## 来歴
- 1994年（平成6年） 当時、大都販売が買い取った（株）エーアイの代表取締役に就任（のちに「エーアイ」から「大都技研」に社名変更）。
- 2009年度 日本電動式遊技機工業協同組合（日電協）理事就任（2017年退任）[2]
- 2014年 遊技産業活性化委員会、6団体7名の委員で発足。（木原海俊日電協理事、委員に推薦される）[3][4]
- 2019年11月 自らが代表取締役である株式会社ゲシャリーコーヒーが、東京・日比谷にゲイシャ種コーヒーの専門店「GESHARY COFFEE 日比谷店」をオープンした[5]。
- 2021年5月 一般財団法人木原財団設立[6]。同年11月、公益財団法人に改組。